# Mia eoniótita ke mia mera
Mia eoniótita ke mia mera (en grec Μια αιωνιότητα και μια μέρα, i literalment en català L'eternitat i un dia) és una pel·lícula franco-grega-italiana de Theo Angelópulos estrenada el 1998. Va obtenir la Palma d'Or del 51è Festival Internacional de Cinema de Cannes, per unanimitat del jurat presidit per Martin Scorsese. També fou candidata per Grècia a l'Oscar a la millor pel·lícula de parla no anglesa, tot i que finalment no va ser nominada.

## Argument
Quan sent que la seva vida s'acaba (ha de ser hospitalitzat i no li queden més que pocs dies de vida), Alexandre, un escriptor cèlebre, rememora el seu passat. Troba per casualitat un nen que neteja parabrises (un albanès d'origen grec) i decideix acompanyar-lo a la frontera. D'aquesta trobada emocionant, neix un estrany road movie, omplert de flash-backs i d'imatges oníriques.

## Comentaris
Premiat amb la Palma d'Or del 51è. Festival de Cannes el 1998, aquesta pel·lícula consagra finalment la carrera de Theo Angelópulos, que ja havia rebut nombrosos premis a Cannes, però mai encara la recompensa suprema. La tria unànime del jurat sembla justificada pel fet que L'eternitat i un dia  és sens dubte la pel·lícula més accessible d'Angelópulos, entre altres realitzador del  The Suspended Step of the Stork  i de The Beekeeper. Es troba en tot cas en aquesta pel·lícula l'univers sofisticat del realitzador grec on, més que simples històries d'intriga, hi ha imatges d'una poesia que atordeix. D'aquestes imatges, L'eternitat i un dia  no n'està desproveïda, ben al contrari, com ho demostra l'escena presa a la frontera greco-albanesa on refugiats s'agafen als filferros espinosos com les notes a una partitura.

## Repartiment
- Bruno Ganz: Alexandre

- Isabelle Renauld: Anna

- Fabrizio Bentivoglio: el poeta

- Despina Bebedelli: la mare d'Alexandre

- Achileas Skevis: el nen

- Alexandra Ladikou: la mare d'Anna

- Helene Gerasimidou: Urania

- Iris Chatziantoniou: la filla d'Alexandre

- Nikos Kouros: l'oncle d'Anna

- Alekos Oudinotis: el pare d'Anna

- Nikos Kolovos: el doctor

## Al voltant de la pel·lícula
La mort al principi
La idea de L'eternitat i un dia  es remunta a la defunció de dues persones importants en la vida de Theo Angelópulos, segons la confessió del realitzador: la de Mikes Karapiperis, el cap decorador de les primeres pel·lícules del cineasta, i la de l'actor italià Gian Maria Volonte, mort el 1994 en el rodatge de To Vlemma tu Odissea (La mirada d'Ulisses). D'aquestes dues desaparicions flueixen les ganes de saber el que aquestes persones haurien fet si haguessin tingut un dia més de vida.
La fi d'una trilogia
L'Eternitat i un dia  clou una trilogia començada amb  The Suspended Step of the Stork  (1991) i continuada per To Vlemma tu Odissea (La mirada d'Ulisses) (1995). Tres pel·lícules que evoquen cadascuna a la seva manera 
| « | la noció de límit o de frontera en la comunicació entre els éssers, en l'amor, en el pas de la vida a la mort | » |

 com ho explica Theo Angelópulos.